# Kehrsatz
Kehrsatz (in der alemannischen Ortsmundart Chäsitz [ˈχæsɪt͡s]) ist eine politische Gemeinde im Verwaltungskreis Bern-Mittelland des Kantons Bern in der Schweiz. Sie zählt zu den Wohnvororten der Stadt Bern.

## Geographie
Kehrsatz liegt auf 570 m ü. M., 4,5 km südsüdöstlich der Kantonshauptstadt Bern (Luftlinie). Das ehemalige Haufendorf erstreckt sich an aussichtsreicher Lage auf einer Verebnungsfläche am unteren Osthang des Gurtens und am Nordrand des Längenbergs, über der Ebene des Belpmooses, das zur breiten Aareniederung gehört.
Die Fläche des 4,44 km² grossen Gemeindegebiets umfasst einen Abschnitt des Aaretals zwischen Bern und Thun. Die nördliche Grenze verläuft entlang der Aare, in die hier die Gürbe mündet. Von hier erstreckt sich der Gemeindeboden südwärts auf das Plateau von Selhofen (Moränenablagerungen des eiszeitlichen Aargletschers), an den Hang von Kehrsatz und in die Ebene des Belpmooses. Der westliche Gemeindeteil wird vom Gurtentälchen eingenommen, einer Talfurche zwischen dem Längenberg und dem Gurten, die bei Kehrsatz ins Aaretal mündet. An der südlichen Flanke des Gurtentälchens wird mit 775 m ü. M. an der bewaldeten Winterhalde der höchste Punkt von Kehrsatz erreicht. Von der Gemeindefläche entfielen 1997 21 % auf Siedlungen, 23 % auf Wald und Gehölze und 55 % auf Landwirtschaft; etwas mehr als 1 % war unproduktives Land.
Zu Kehrsatz gehören die vom alten Dorfkern separierten Wohnquartiere Untere Gurten, Holzmatt, Tannacher und Stockacher, die Weiler Selhofen (522 m ü. M.) am Nordwestrand des Belpmooses und Hulistal (683 m ü. M.) auf einem Sattel unterhalb der Englisbergegg sowie einige Einzelhöfe. Nachbargemeinden von Kehrsatz sind Muri bei Bern, Belp, Wald und Köniz.

## Bevölkerung
| Jahr | Einwohner |
| ---- | --------- |
| 1850 | 466       |
| 1900 | 568       |
| 1930 | 724       |
| 1950 | 971       |
| 1960 | 1195      |
| 1970 | 2773      |
| 1980 | 3658      |
| 1990 | 3795      |
| 2000 | 3710      |
| 2022 | 4474      |
| 2024 | 4701      |

Mit 4701 Einwohnern (Stand 31. Dezember 2024) gehört Kehrsatz zu den mittelgrossen Gemeinden des Kantons Bern. Von den Bewohnern sind 86,9 % deutschsprachig, 2,0 % französischsprachig, und 1,9 % sprechen Italienisch (Stand 2000). Der Ausländeranteil beträgt 28,05 % (Stand 31. Dezember 2024). Die Bevölkerungszahl von Kehrsatz nahm in der ersten Hälfte des 20. Jahrhunderts nur langsam zu. Besonders starke Zuwachsraten wurden während der 1960er und 1970er Jahre verzeichnet. Seit 1980 erfolgten nur noch geringe Bevölkerungsschwankungen. Das Siedlungsgebiet von Kehrsatz wächst immer mehr mit demjenigen des Ortsteils Wabern (Gemeinde Köniz) zusammen.

Corporate Design der Gemeindeverwaltung

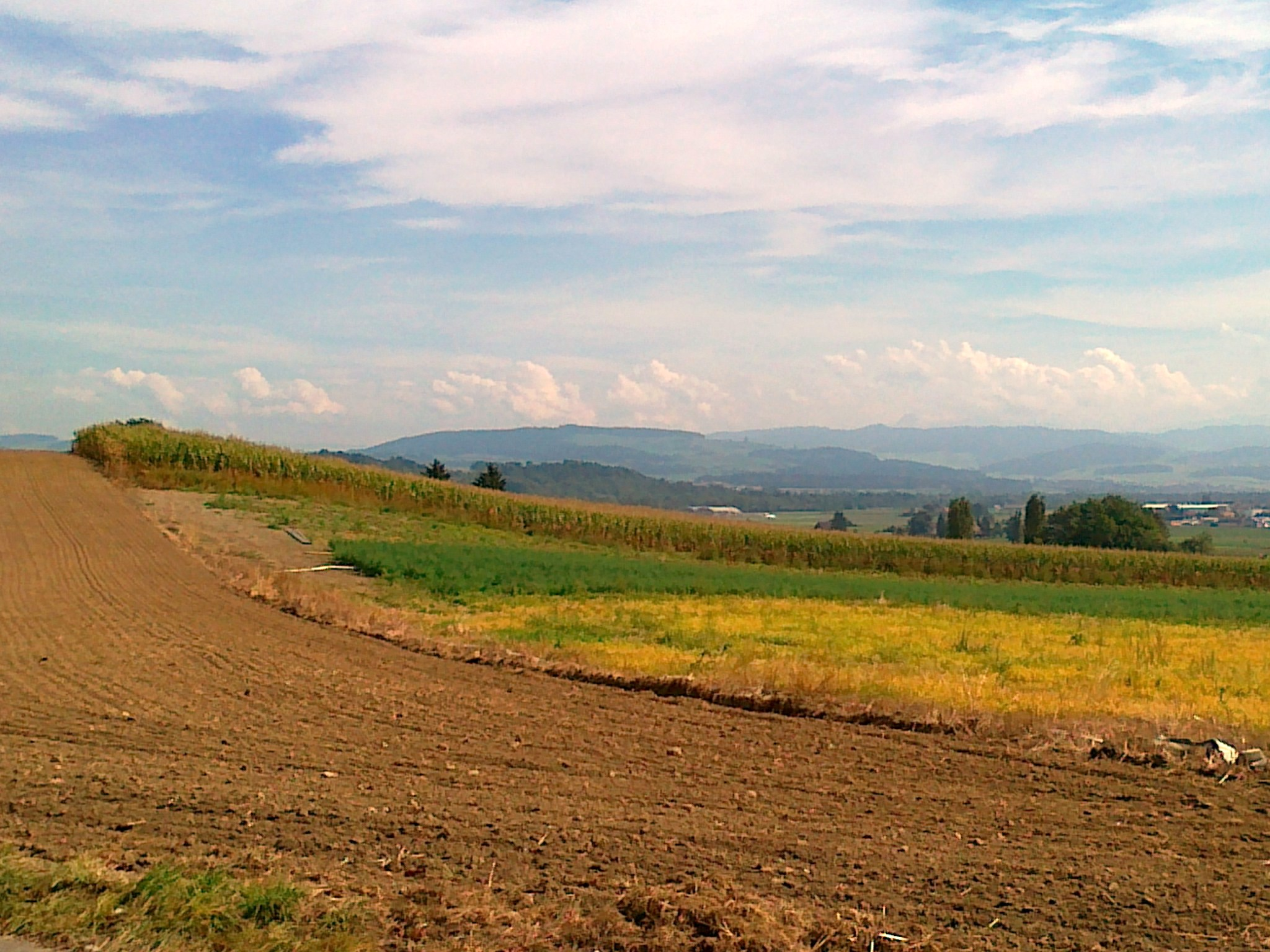
Das Belpmoos und eine Landwirtschaftsfläche

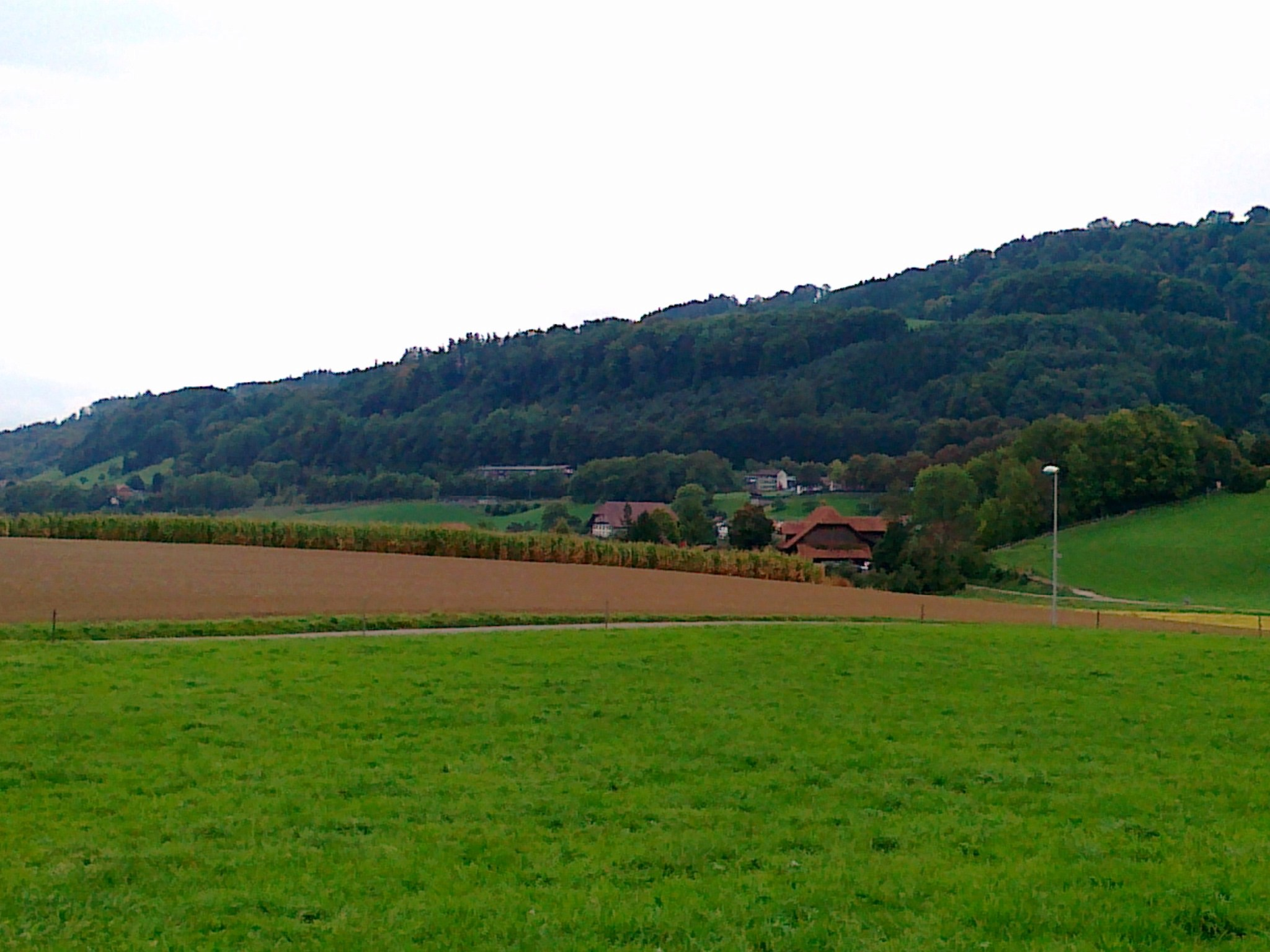
Schulanlage Selhofen (rechts), Bauernhof Liechti (Mitte) und Belp (links) vom Eichenrain aus gesehen

## Politik

### Gemeinderat
Der Gemeinderat (Exekutive) umfasst fünf nebenamtliche Mitglieder mit dem Gemeindepräsidium, welche von den Stimmberechtigten der Gemeinde Kehrsatz an der Urne, nach dem Proporzprinzip, gewählt werden. Jedem Gemeinderat untersteht ein Verantwortungsbereich (Ressort).
Der Gemeinderat setzt sich gegenwärtig aus zwei Frauen und drei Männern zusammen. Die Sitzungen des Gemeinderates finden, mit Ausnahme der Ferienzeit, in der Regel alle zwei Wochen statt.
| Name               | Verantwortungsbereich                                         | Partei                                              | Im Gemeinderat seit |
| ------------------ | ------------------------------------------------------------- | --------------------------------------------------- | ------------------- |
| Christoph Läderach | Gemeindepräsident (seit 2025) Ressort Planung und Entwicklung | FDP.Die Liberalen (FDP)                             | 1. Januar 2025      |
| Judith Meister     | Ressort Finanzen                                              | Kehrsatz links der Mitte (Bündnis aus SP und Grüne) | 1. Januar 2025      |
| Roland Geiger      | Gemeindevizepräsident Ressort Bau und Infrastruktur           | Schweizerische Volkspartei (SVP)                    | 1. April 2015       |
| René Walker        | Ressort Bildung und Jugend                                    | FDP.Die Liberalen (FDP)                             | 1. Januar 2021      |
| Laura Rossi        | Ressort Bevölkerung und Integration                           | Kehrsatz links der Mitte (Bündnis aus SP und Grüne) | 1. Januar 2025      |
| Regula Liechti     | Gemeindeschreiberin                                           |                                                     |                     |

### Abstimmungsresultate 2024
Gemeinderat (20. Oktober 2024): FDP 1'728 Stimmen, Kehrsatz links der Mitte 1'724 Stimmen, SVP 1'014 Stimmen, Die Mitte 713 Stimmen. Gewählt sind: René Walker, FDP, bisher, 801 Stimmen, Laura Rossi, KLdM, neu, 705 Stimmen, Christoph Läderach, FDP, neu, 615 Stimmen, Judith Meister, KLdM, neu, 611 Stimmen, Roland Geiger, SVP, bisher, 533 Stimmen. Die weiteren Resultate: Tobias Hauser, KLdM, neu, 379 Stimmen, Adrian Ingold, SVP, neu, 314 Stimmen, Christine Jordi, Mitte, neu, 273 Stimmen, Christine Kriesi, FDP, neu, 255 Stimmen, Stéphanie Schneider, Mitte, neu, 249 Stimmen, Fabian Scherer, Mitte, neu, 175 Stimmen, Kati Gergocs Herrmann, SVP, neu, 140 Stimmen.
Gemeindepräsidium (24. November 2024): Christoph Läderach, FDP, 788 Stimmen, Laura Rossi, KLdM 534 Stimmen.

### Nationale Wahlen
Bei den Nationalratswahlen 2023 betrugen die Wähleranteile in Kehrsatz (in Klammern die Veränderung im Vergleich zu den Wahlen 2019 in Prozentpunkten): SP 22,35 % (+6,75), SVP 21,98 % (−2,09), glp 13,47 % (+2,20), FDP 11,00 % (−2,23), Grüne 10,48 % (−2,61), Mitte 8,86 % (−0,52), EVP 6,09 % (−0,47), EDU 3,39 % (+0,31), Weitere 2,37 % (−1,32).

## Wirtschaft
Kehrsatz war bis Mitte des 20. Jahrhunderts ein vorwiegend durch die Landwirtschaft geprägtes Dorf. Früher gab es im Ort eine Gewürzmühle. Danach setzte eine rasche Entwicklung zum Wohnvorort von Bern ein. Kehrsatz besitzt deswegen nur kleinere und mittlere Gewerbebetriebe, jedoch keine Industrie.
Heute bietet die Gemeinde rund 900 Arbeitsplätze an. Mit 8 % der Erwerbstätigen, die noch im primären Sektor beschäftigt sind, hat die Landwirtschaft (vorwiegend Ackerbau, Milchwirtschaft und Viehzucht) noch immer einen gewissen Stellenwert in der Erwerbsstruktur der Bevölkerung. Etwa 21 % der Erwerbstätigen sind im industriellen Sektor tätig, während der Dienstleistungssektor 71 % der Arbeitskräfte auf sich vereinigt (Stand 2001).
In Kehrsatz gibt es heute verschiedene Handels- und Servicefirmen, Betriebe des Baugewerbes, der Informatik, der Radio- und Fernsehbranche, eine Holzetikettenfabrik, eine Matratzenfabrik, mechanische Werkstätten und ein Unternehmen, das Bernerörgeli herstellt. Kehrsatz ist seit 1969 Standort der Sekundarschule Selhofen.
In den letzten Jahrzehnten hat sich das Dorf zu einer Wohngemeinde entwickelt. Ausgedehnte Ein- und Mehrfamilienhausquartiere wurden am aussichtsreichen Ostabhang des Gurtens, im Gurtentälchen, am Nordhang des Längenbergs und auf dem Plateau bei Selhofen erbaut. Viele Erwerbstätige sind deshalb Wegpendler, die überwiegend in Bern arbeiten.

## Verkehr
Die Gemeinde ist verkehrstechnisch gut erschlossen. Sie liegt an der Hauptstrasse von Bern nach Belp, welche im Bereich von Kehrsatz eine lokale Ortsumfahrung besitzt, so dass der Ortskern vom Durchgangsverkehr entlastet ist. Die nächsten Anschlüsse an das schweizerische Autobahnnetz (A6, A1 und A12) befinden sich jeweils rund 6 km vom Ortskern entfernt.
Am 14. August 1901 wurde die Gürbetalbahn (heute BLS AG Linie S3, Biel–Bern–Thun) von Bern nach Burgistein (heute weiter bis nach Thun) mit dem Bahnhof Kehrsatz eröffnet. Später wurde noch die Haltestelle Kehrsatz Nord eröffnet. Pünktlich zum grossen Fahrplanwechsel im Jahr 2004 wurde die Strecke doppelspurig ausgebaut, und beide Bahnhöfe wurden komplett neu gebaut. Für die Feinverteilung im öffentlichen Verkehr sorgt der Postautokurs, welcher die Strecke von Wabern via Kehrsatz nach Niedermuhlern bedient. Zudem fährt donnerstags, freitags, samstags und sonntags in den frühen Morgenstunden der Moonliner M5, um das Partyvolk nach Hause zu fahren.

## Wasserversorgung
1971 wurde mit der Gemeinde Köniz ein Wasserlieferungsvertrag abgeschlossen. 2014 hat sich Kehrsatz dem Wasserverbund Region Bern angeschlossen. Bis im Dezember 1982 hatte die Gemeinde eine eigene Grundwasserfassung, welche jedoch wegen Verunreinigungen durch die Kehrichtdeponie Gummersloch geschlossen werden musste.

## Geschichte

Luftbild (1967)

Funde von Gräbern aus der Latènezeit sowie Überreste eines gallorömischen Gutshofs (im Maygut-Breitenacker) weisen auf eine frühe Besiedlung des Gemeindegebietes von Kehrsatz hin. Die erste urkundliche Erwähnung des Ortes erfolgte 1270 unter dem Namen Cerrisaz. Später erschienen die Bezeichnungen Kesaz (1277), Kersaz (1281), Kersatz (1293), Kersertz (1574) und Chersatz (1577). Die Etymologie des Ortsnamens ist unklar.
Seit dem Mittelalter unterstand Kehrsatz der Herrschaft Belp-Montenach, die bereits 1298 unter die Oberhoheit von Bern gelangte und ab 1388 dem bernischen Landgericht Seftigen zugeteilt war. Im 15. Jahrhundert bildete sich die Herrschaft Kehrsatz mit eigenem Niedergericht heraus. Im Lauf der Zeit erfuhr sie zahlreiche Besitzerwechsel (siehe Schloss Kehrsatz). Nach dem Zusammenbruch des Ancien Régime (1798) gehörte Kehrsatz während der Helvetik zum Distrikt Seftigen und ab 1803 zum Oberamt Seftigen, das mit der neuen Kantonsverfassung von 1831 den Status eines Amtsbezirks erhielt.
An der Volksabstimmung vom 7. März 2021 lehnten die Stimmberechtigten von Kehrsatz die Fusionsverhandlungen mit der Stadt Bern, mit Ostermundigen und allenfalls Frauenkappelen mit 75,7 Prozent ab.
Schweizweite Bekanntheit erlangte Kehrsatz durch einen bis heute ungeklärten Mord aus dem Jahre 1985 und besonders durch das Buch Mord in Kehrsatz von Hanspeter Born und die Prozesse gegen den Hauptverdächtigen.

## Wappen
| Wappen von | Blasonierung: «In Blau zwei goldene Rechtsschrägleisten, oben begleitet von einem goldenen Stern» |
| Wappen von | Wappenbegründung: Die Gemeinde Kehrsatz führte im 19. Jahrhundert das Wappen der Patrizierfamilie Hackbrett als Gemeindewappen. Karl Hackbrett war von 1720 bis 1737 Inhaber der Herrschaft Kehrsatz. Die Gemeinde ergänzte das Wappen 1937 mit einem goldenen Stern, der Regierungsrat betätigte das Wappen 1945. |

## Sehenswürdigkeiten

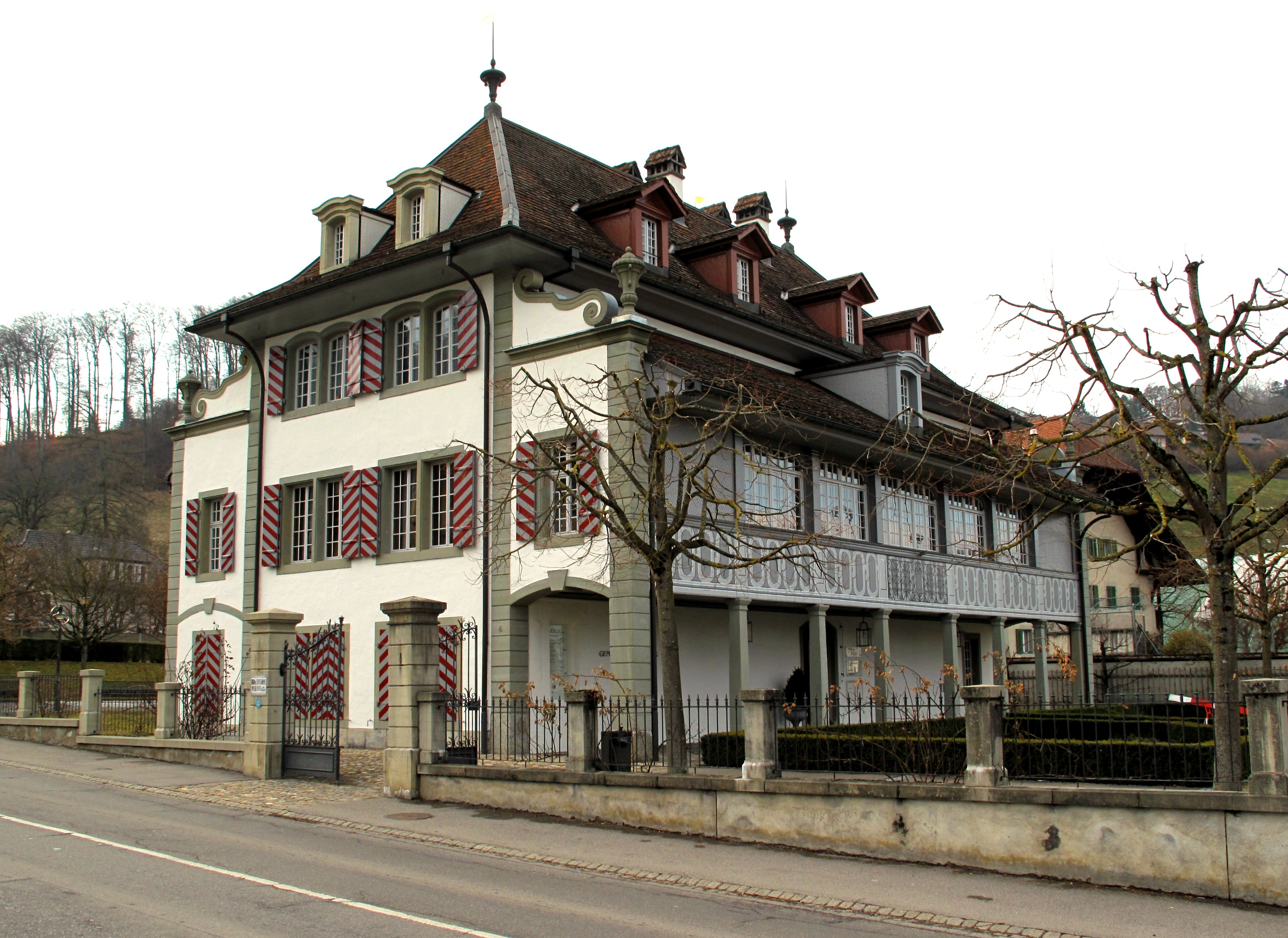
Campagne Blumenhof, heute Gemeindeverwaltung (2012)

Das Schloss Kehrsatz stammt ursprünglich aus dem 14. Jahrhundert, wurde aber im späten 16. Jahrhundert weitgehend neu erbaut und später noch mehrfach umgestaltet. Es besitzt eine Umfassungsmauer mit einem spätgotischen Turm, der früher als Chorgerichtsgefängnis benutzt wurde. Ab 1888 wurde im Schloss eine Mädchenerziehungsanstalt eingerichtet, heute dient es als staatliches Schulheim.
Ausser dem Schloss befinden sich in Kehrsatz verschiedene Landsitze, die von bernischen Patrizierfamilien errichtet wurden. Der bedeutendste davon ist das Landgut Lohn, ein frühklassizistisches Herrschaftshaus, das von 1780 bis 1783 erbaut wurde. In der Campagne Blumenhof, im Kern aus dem ausgehenden 16. Jahrhundert stammend, 1752 jedoch im Stil des Barock umgestaltet, ist heute die Gemeindeverwaltung von Kehrsatz untergebracht.
Kehrsatz wurde erst 1972 zur selbständigen Kirchgemeinde erhoben, vorher gehörte die Gemeinde zur Pfarrei Belp. Das neue Ökumenische Zentrum mit der Andreaskirche wurde 1976 erbaut.